# Кальві-Різорта
Кальві-Різорта (італ. Calvi Risorta) — муніципалітет в Італії, у регіоні Кампанія, провінція Казерта.
Кальві-Різорта розташоване на відстані близько 160 км на південний схід від Рима, 45 км на північ від Неаполя, 25 км на північний захід від Казерти.
Населення — 5734 особи (2014).

## Демографія
Населення за роками:

Станом на 1 січня 2023 року в муніципалітеті офіційно проживало 188 іноземців з 30 країн, серед них 91 громадянин країн Євросоюзу та 17 громадян України.

## Сусідні муніципалітети
- Франколізе
- Джано-Ветусто
- Піньятаро-Маджоре
- Роккетта-е-Кроче
- Спаранізе
- Теано